# Reina Mundial del Banano 2017
La edición 2017 del Reinado Mundial del Banano se celebró el 23 de septiembre en el marco de la Feria Mundial del Banano en Machala, Ecuador, en el cual 14 candidatas de diferentes países y territorios autónomos compitieron por la corona de dicho certamen de belleza, donde Ivana Iturbe, Reina Mundial del Banano 2016 de Perú corono a Yenny Katherine Carrillo, representante de Colombia como su sucesora.

## Resultados
| Resultados                       | Delegadas                     |
| Reina Mundial del Banano 2017    | - Colombia - Yenny Carrillo   |
| Virreina Mundial del Banano 2017 | - Costa Rica - Karen Robles   |
| Turismo Internacional 2017       | - México - Ivonne Hernández   |
| Primera Finalista                | - Ecuador - Sthefany Sánchez  |
| Segunda Finalista                | - Honduras - Valeria Cardona  |
| Tercera Finalista                | - Venezuela - Gabriela Decena |

### Premiaciones
| Resultados             | Delegadas                          |
| Miss Simpatía          | - México - Ivonne Hernández        |
| Miss Rostro            | - Venezuela - Gabriela Decena      |
| Miss Fotogenia         | - Colombia- Yenny Carrillo Zapata  |
| Miss Opinión           | - Colombia - Yenny Carrillo Zapata |
| Miss Turismo Oro Verde | - México - Ivonne Hernández        |

### Candidatas
- 14 candidatas de diferentes países lucharan por la corona de la Reina Mundial del Banano 2017[3]

| País/Territorio      | Candidata                        | Residencia                     |
| Argentina            | Daiana Micaela Limanovsky        | Bahía Blanca                   |
| Bolivia              | Dandara Tayana Domínguez Méndez  | Cobija                         |
| Brasil               | Beatriz de Almeida               | Curitiba                       |
| Chile                | Javiera Victoria Meza Carrillo   | Santiago                       |
| Colombia             | Yenny Carrillo                   | Bucaramanga                    |
| Costa Rica           | Karen Adriana Robles Murillo     | Alajuela                       |
| Ecuador              | Sthefany Sánchez                 | Santo Domingo de los Tsáchilas |
| El Salvador          | Glenda Gabriela Herrera          | San Miguel                     |
| Guatemala            | Mónica Nicté García Anleu        | Cobán                          |
| Honduras             | Valeria Alejandra Cardona Urbina | Tegucigalpa                    |
| México               | Ivonne Hernández Mendoza         | Morelia                        |
| Perú                 | Heydi Flores Sánchez             | Bagua                          |
| República Dominicana | Patricia Peñaló                  | Nagua                          |
| Venezuela            | Gabriela Carolina Decena Pérez   | Tinaquillo                     |

## Datos acerca de las Delegadas
- Algunas de las Candidatas han representado o representarán a su país en algún certamen de belleza de importancia.
  - Top Model of the World
    - 2018  México - Ivonne Hernández (Top 5)

  - Miss Tierra
    - 2017  Honduras - Valeria Cardona (No Clasificó)

  - Miss Asia Pacific Internacional
    - 2017  Honduras - Valeria Cardona (Segunda Finalista)